# Vampyrtangara
Vampyrtangara (Geospiza septentrionalis)  är en fågelart i familjen tangaror inom ordningen tättingar som enbart förekommer i ögruppen Galápagosöarna. Den har det för fåglar ovanliga beteendet att dricka blod från andra fåglar, därav namnet.

## Utbredning och status
Arten förekommer endast på öarna Darwin och Wolf i Galápagosöarna. Öarna är mycket små, varför världspopulationen torde understiga 1 000 vuxna individer. Skulle någon invasiv art ta sig till öarna eller sjukdomar spridas dit skulle fågeln lätt kunna slås ut. Därför kategoriserar IUCN den som sårbar.

## Utseende och läte
Vampyrtangaran är en finkliknande tangara som liksom övriga darwinfinkar skiljer sig åt mellan könen, där hanen är huvudsakligen svart och honan brunstreckat grå. Sången skiljer sig åt mellan öarna, där den på Wolf har en stötig ramsa och Darwin en mer surrande. Visslande läten kan höras på båda öarna.

## Levnadssätt
Det arten är mest känd för är beteendet som gett den sitt namn, nämligen den att dricka blod från andra fåglar. Den hackar små sår längst in vid fjädrarnas bas hos häckande sulor (framför allt nazcasula och blåfotad sula) och dricker det sedan. Märkligt nog bjuder inte sulorna på särskilt mycket motstånd. Det tros vara en anpassning till bristen på föda under torrsäsongen och tros ha utvecklats från beteendet att plocka löss. Finken äter också ägg som den stjäl just när de är lagda och rullar det in i en sten tills det krossas. Arten intar även nektar från kaktusarten Opuntia echios, åtminstone på Wolf, som ersättning för bristen på färskvatten på ön. Huvuddelen av födan utgörs dock av frön och ryggradslösa djur.

## Systematik
Vampyrtangaran betraktades tidigare som en underart till vassnäbbad tangara (Geospiza difficilis), men DNA-studier visar att de skiljer sig åt vad gäller utseende och läten, och är inte heller varandras närmaste släktingar. Numera urskiljs den därför som egen art.
Liksom andra finkliknande tangaror placerades denna art tidigare i familjen Emberizidae. Genetiska studier visar dock att den är en del av tangarorna.

## Namn
Denna art tillhör en grupp fåglar som traditionellt kallas darwinfinkar. För att betona att de inte tillhör familjen finkar utan är istället finkliknande tangaror justerade BirdLife Sveriges taxonomikommitté 2020 deras namn i sin officiella lista över svenska namn på världens fågelarter.